# اعتراف (فیلم ۲۰۱۴)
اعتراف (انگلیسی: Confession; کره‌ای: 좋은 친구들، به معنای «دوستان خوب») فیلم نئو-نوآر محصول ۲۰۱۴ کره جنوبی با بازی جی سونگ، جو جی هون و لی کوانگ سو است.

## بازیگران
- جی سونگ در نقش ایم هیون ته[۵]
  - بک سونگ هوان در نقش جوانی ایم هیون ته
- جو جی هون در نقش جونگ این چول
  - جون جی هوان در نقش جوانی جونگ این چول
- لی کوانگ سو در نقش کیم مین سو[۶][۷][۸][۹]
  - هام سونگ مین در نقش جوانی کیم مین سو
- لی هی هیانگ در نقش مادر هیون ته
- کی گوک سو در نقش پدر هیون ته
- چوی جین هو در نقش شین یی سو